# Sara Hauge
Sara Hako Fufusawa Hauge (født 1983) er en dansk forfatter, skribent og musiker. Hun har en bachelorgrad i religionsvidenskab.
Sara Hauge er født i Horsens, voksede op på Bornholm og bor i dag i København (Amager). Hun er scenepoet, digter, performancepoet , foredragsholder og børne/ungdomsbogsforfatter.
Hun elsker at tegne, illustrere, bruge akvarel, og lave linoliumstryk.
Hun lider af paranoid skizofreni, sevlskade, angst, spiseforstyrrede tanker og tilbagevendende depression, hvilket hun har været åben om i pressen, ligesom hun har brugt dette i sit forfatterskab og i sin foredrag.
Sara Hauge har gennem flere år været aktiv på poetry slam-scenen og blev den
- 1. februar (2014) Danmarksmester i poetry slam i Aalborg.[1][2][3]
- I Januar (2016) Københavnsk mester i poetry slam.
- I Januar (2018) Københavnsk mester i poetry slam.

- 3. februar (2018) blev Sara Hauge så atter Danmarksmester i poetry slam, og igen skete det i Aalborg, at Sara løb med Danmarksmesterskaberne i poetry slam.

Senere har hun rejst og kommet vidt omkring med spoken word. Sara er en del af bookingbureauet; Peter Dyreborg & Co. og har via det optrådt på bl.a.: Det Kongelige Teater: Gamle Scene og Skuespilhuset, Reginateatern i Uppsala, Folkteatern i Göteborg, Norsk litteratur festival; Sigrid Undset-dagene i Lillehammer, Dansk Kultur Institut Warszawa og internationalt slamsamarbejde i Island. Senest (2024) deltog hun i Europamesterskaberne i Poetryslam, der foregik i Slovakiet.
- D. 9. marts 2015 udkom hendes digtsamling Anerkend at vi er dig.[4]

- I december 2017 har Sara Hauge været forfatteren bag julekalenderen på DR P1 Eftermiddag.[5]

- Sara Hauge er også med i folk-duoen Sana Band-Hako.
- 2024 udkom hendes ungdomsroman "Da jeg mistede 13 telefoner på et år"[6]
- 2024 udkom lærerbogen "Stemmer fra socialpsykiatrien"[7], hvor Hauge er medforfatter.

Hauge startede i 2022 på Manuskriptskolen for Børnefiktion og dimitterede i sommeren 2024. Herefter udkom ungdomrsomanen "Da jeg mistede 13 telefoner på et år". Den blev flot anmeldt i weekendavisen, og er derefter blevet shortlistet til Kulturministeriets Forfatterpris for børne- og ungdomsbøger.
Samme år udkom lærerbogen (2024) "Stemmer fra socialpsykiatrien", hvor Hauge er medforfatter. En bog der præsenterer forskellige stemmer fra mennesker med psykiske lidelser. Det er stemmer, som nogle gange råber, andre gange hvisker, men som altid peger ind i dilemmaer og sprækker i hverdagslivet, som fylder, spænder ben og skaber plads.